# タイレノール

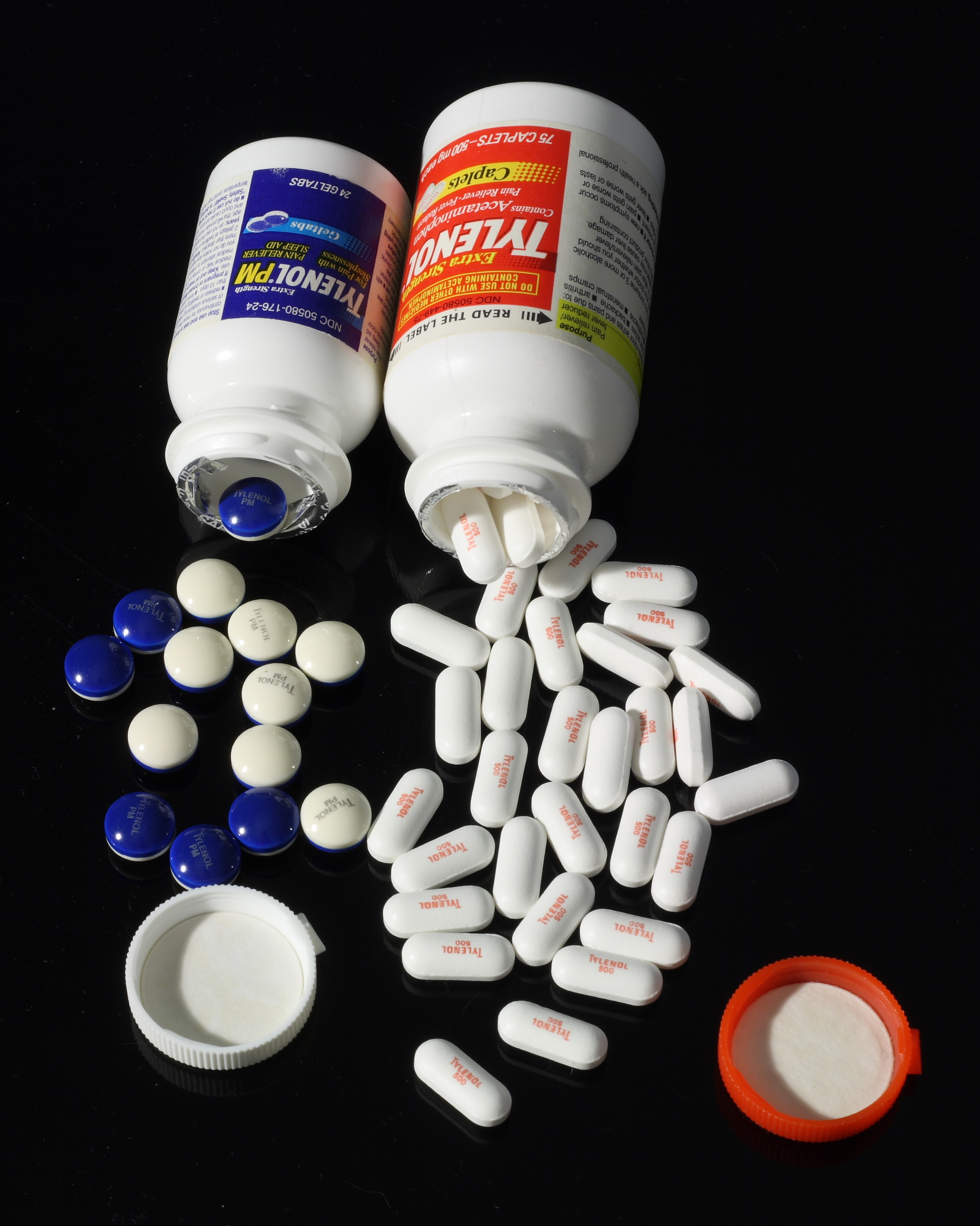
「タイレノール」

タイレノール（英: Tylenol）は、ケンビュー（2023年5月まではジョンソン・エンド・ジョンソン）が販売するアセトアミノフェンを単一成分とする解熱鎮痛剤である。
アセトアミノフェンは胃を刺激しないことから、空腹時にも使用できることが特徴である（ただし、風邪による悪寒・発熱時を除く）。

## 概要
アメリカ・マクニール研究所（1959年にジョンソン・エンド・ジョンソンによって買収）は、アセチルサリチル酸の副作用に対して、1953年にアセトアミノフェンを含む鎮痛剤の開発を開始。1955年に小児用にタイレノール・エリクシールを発売する。初めは小児用として売り出されたものだったが、これがすぐに大人にも支持を得て、現在アメリカでは鎮痛剤市場の約35 %をタイレノールが占めるに至る。効果効能は、解熱と鎮痛である。
タイレノールというブランド名は、アセトアミノフェンの正式な化学名「N-acetyl-para-aminophenol」から取ったものである。
アメリカ合衆国向けの容器は、子供が容易に開けられないようなボトルとなっている。開け方はキャップをねじって、キャップの矢印をボトルの矢印と合わせ、キャップを引き上げる。キャップを引き上げる際、かなりの力を要するので、布巾などで包んで引き上げると良い。

## 日本における展開
日本で市販されている一般用医薬品のアセトアミノフェン単一製剤である。
当初武田薬品工業がライセンスを得て2000年9月に発売。発売にあたっては「バファリンさん、ごめんなさい。」「ナロンエースさん、ゆるして。」「イブさん、すみません。」と、他社の解熱鎮痛薬の競合商品を列挙した比較広告を打ち出したものの、市場を獲得することができず、2004年10月にジョンソン・エンド・ジョンソンは提携を解消し直販とした。この頃から、片仮名から英語のブランドロゴをメインにしたパッケージデザインに変更された。当時のテレビ広告は安田成美や山岡由実が出演して、MY LITTLE LOVERの「白いカイト」がCMソングに採用されていた。
なお2012年10月から、ジョンソン・エンド・ジョンソンの一般用医薬品全ブランドが、武田薬品工業からの販売に変更されたため、販売提携ながら再び武田薬品工業がタイレノールの販売を行うこととなった。2017年4月に、武田薬品工業の日本国内向けコンシューマーヘルスケア事業が分社化されたことにより、武田コンシューマーヘルスケア（現：アリナミン製薬）が販売を引き継いでいる。また、2022年11月からジョンソン・エンド・ジョンソンのコンシューマー カンパニーとドクターシーラボ及びシーラボ・カスタマー・マーケティングの統合により発足したJNTLコンシューマーヘルスが製造を行うこととなった。

### 種類
日本発売の製剤は次のとおり。
- タイレノールA【第2類医薬品】 - PTPシートに入った楕円形のカプセル型の錠剤。2022年10月に赤のパッケージデザインへ変更された。（大人（15歳以上）専用。製造販売元：東亜薬品）

成分（1錠中）：アセトアミノフェン 300 mg
販売終了品
- タイレノールFD【第2類医薬品】 - かみくだくか、口中で溶かして水なしで服用できるミント味のチュアブルタイプの錠剤（大人（15歳以上）専用。製造販売元：ダイト）

成分（2錠中）：アセトアミノフェン 300 mg
口中で溶ける平均時間：約30秒
- タイレノールFD小児用【第2類医薬品】 - かみくだくか、口中で溶かして水なしで服用できるミント味のチュアブルタイプの錠剤（5歳以上14歳未満。製造販売元：ダイト）

成分（1錠中）アセトアミノフェン 50 mg

## タイレノール殺人事件
1982年9月29日、アメリカ・シカゴ近郊のイリノイ州エルクグローブで、12歳の少女が「タイレノール・エクストラ・ストレングス」のカプセルを服用したところ、混入されていたシアン化合物によって死亡。以後計5瓶のタイレノールによって計7名の死者を出し、この他に毒物が混入された3瓶が回収された。事件は未解決で、この後シカゴ周辺では、1986年にエキセドリン殺人事件と多くの模倣事件が発生した。
この事件で、ジョンソン・エンド・ジョンソンは「タイレノールにシアン化合物混入の疑いがある」とされた時点で、迅速に消費者に対し、125,000回に及ぶテレビ放映、専用フリーダイヤルの設置、新聞の一面広告などの手段で回収と注意を呼びかけた（1982年10月5日、タイレノール全製品のリコールを発表）。およそ3,100万本の瓶を回収するにあたり、約1億USドル（当時の日本円で約277億円）の損失が発生。事件発生後、毒物の混入を防ぐため「3重シールパッケージ」を開発し発売。この徹底した対応策により、1982年12月（事件後2か月）には事件前の売上の80 %まで回復した。
ジョンソン・エンド・ジョンソンには「消費者の命を守る」ことを謳った「我が信条（Our Credo）」という経営哲学があり、社内に徹底されていた。緊急時のマニュアルが存在しなかったにもかかわらず、迅速な対応ができたのはこのためである。
この事件は、危機管理における対応策の定石として認識されている。